# 新屋魚米之鄉馬拉松
新屋魚米之鄉馬拉松（簡稱新屋馬）是2016年起於中華民國桃園市舉辦的年度馬拉松比賽，由桃園市政府主辦，並獲選為「桃園地方特色運動」。2018年起開始獲選為「台灣十大馬拉松賽事」之一，是全台唯一海客馬拉松賽事。

## 賽事資訊

### 競賽項目
目前新屋魚米之鄉馬拉松共分為三組：
- 半程馬拉松組：賽程長21.0975公里，限時3小時30分完賽。2024賽道申請世界田徑總會及國際馬拉松暨路跑總會（英语：Association of International Marathons and Distance Races）丈量認證[1]。
- 挑戰組：賽程長10公里，限時2小時完賽。
- 田園組：賽程長3公里，限時1小時完賽。

### 年齡限制
半程馬拉松組(21K)需滿18歲。
挑戰組(10K)需滿10歲；未滿18歲報名需檢附家長同意書。
田園組(3K)不限制年齡；6歲以下兒童應由20歲以上成人陪同參加。

### 歷屆標語
| 年份 | 標語                         | 來源   |
| ---- | ---------------------------- | ------ |
| 2016 | 不適用                       | 不適用 |
| 2018 | 為何而跑                     | 不適用 |
| 2019 | 為農博而跑                   | 不適用 |
| 2022 | 為我加油                     | 不適用 |
| 2023 | 相信自己 Believe In Yourself | 不適用 |
| 2024 | 勿忘初心 Keep The Faith      | 不適用 |
| 2025 | 做自己的光 Be Your Own Light | 不適用 |

## 回響
新屋魚米之鄉馬拉松賽道安排、補給皆受到參賽者好評；桃園市政府副市長蘇俊賓表示，希望能將新屋魚米之鄉馬拉松打造成全台最具客家特色路跑，享譽國際的特色馬拉松。欣賞沿途美景、享用當地美食，若想要挑戰自我，並經歷一場截然不同的運動盛事，或想對美麗的客家文化有更深入的認識，連續3年獲票選為全國年度十大熱門賽事的「新屋魚米之鄉馬拉松」是全台第一首選，沿途更可看到全台最高的青銅媽祖神像等特別景點。

## 附註
1. ↑  . 聯合新聞網. （原始内容存档于2024-01-24）.
2. ↑  . 自由時報. （原始内容存档于2024-01-24）.
3. ↑  . 自由時報. （原始内容存档于2024-01-24）.